# Berazategui partido
Berazategui egy partido Argentína középpontjától keletre, Buenos Aires tartományban. Székhelye Berazategui.

## Népesség
A partido népessége a közelmúltban a következőképpen változott:
| Év   | Lakosság |
| ---- | -------- |
| 2001 | 287 200  |
| 2010 | 324 244  |